# Анатомічний музей Львівського національного медичного університету імені Данила Галицького
Анатомічний музей кафедри Нормальної анатомії Львівського національного медичного університету імені Данила Галицького розташований у Львові.
Музей має три музейні зали, в яких експонується понад 2000 препаратів, автентичну лекційну авдиторію — «Анатомічний театр», бібліотеку з періодикою XIX століття, X-променеву лабораторію, 1750 м2 наукових, навчальних та дослідницьких приміщень.

## Історія
Музей заснований 1894 р. при кафедрі нормальної анатомії Львівського національного медичного університету імені Данила Галицького професором Генриком Кадиєм.

## Напрямки діяльності
Основними напрямками діяльності музею є:
- навчальна робота (заняття зі студентами)[1]
- наукова робота
- виставкова (робота з відвідувачами)
- видавнича діяльність

## Експозиція

### Зал №1
Перший зал Анатомічного музею присвячено остеології, артрології, віковій та порівняльній анатомії скелета.
Особливо цінними є скелети, а також окремі кістки плодів і дітей різних термінів пре- та постнатального онтогенезу.
Препарати кісток та суглобів виготовлені зазвичай методом мацерації. Зразки декальцифікованих кісток візуалізують пластинчасту та губчасту тканини.

Вроджені вади розвитку скелета представлені черепами з метопічним швом, додатковими кістками (кістками швів), вежоподібними черепами, асиміляцією атланта з потиличною кісткою, роздвоєннями та злиттями ребер, деформаціями скелета. Вивчення ґендерної та конституційної анатомії можливе завдяки гіперстенічним та астенічним скелетам різних статей.
Для кращого розуміння порівняльної анатомії представлено велику колекцію скелетів ссавців.

### Зал №2
Другий зал Анатомічного музею присвячено здебільшого «вологим» препаратам нутрощів голови, шиї, грудної, черевної порожнин та порожнини таза.
Ці препарати зберігаються у спеціальних скляних посудинах, що заповнені фіксуючими рідинами (формалін, розчин Кайзерлінга, спирт з  гліцерином). Колекція «вологих» препаратів постійно оновлюється працівниками кафедри нормальної анатомії.

### Зал №3
Третій  зал Анатомічного музею містить найдавнішу колекцію препаратів музею, придбаних і створених засновником кафедри — проф. Генриком Кадиєм.
Усі препарати експоновані в автентичних шафах ще з часів Австро-Угорської імперії (1772–1914).
Основний обсяг складають муміфіковані препарати серцево-судинної системи, що є логічним продовженням експозиції другого залу.
Муміфіковані препарати верхніх та нижніх кінцівок з демонстрацією топографії судинно-нервових пучків.
Велика колекція варіантів відходження гілок дуги аорти, ниркових артерій; плечової артерії.